# 이가라시 미쓰루
이가라시 미츠루(五十嵐充, 1969년 5월 17일 ~)는 일본의 작곡가이다. 2008년부터는 음악 그룹 러쉬모어에서 활동 중이다.